# جی. هاوارد ادموندسون
جیمز هاوارد ادموندسون (به انگلیسی: James Howard Edmondson) سناتور سابق عضو حزب دموکرات ایالات متحده آمریکا بود. وی در سال ۱۹۶۳ تا ۱۹۶۴ میلادی سناتور ایالت اکلاهما در سنای ایالات متحده آمریکا بود.